# Automorf faktor
Inom matematiken är en automorf faktor ett visst slags analytisk funktion definierad över delgrupper av SL(2,R) som förekommer inom teorin av modulära former. 

## Definition
En automorf faktor av vikt k är en funktion
{\displaystyle \nu :\Gamma \times \mathbb {H} \to \mathbb {C} }
som satisfierar fyra krav beskrivna nedan. Här betecknar {\displaystyle \mathbb {H} } och {\displaystyle \mathbb {C} } övre halvplanet och komplexa planet. {\displaystyle \Gamma } är en delgrupp SL(2,R), exempelvis en fuchsisk grupp. Ett element {\displaystyle \gamma \in \Gamma } är en 2x2-matris
{\displaystyle \gamma =\left[{\begin{matrix}a&b\\c&d\end{matrix}}\right]}
med a, b, c, d reella tal med ad−bc=1.
En automorf faktor måste satisfiera:
1. För fixerat {\displaystyle \gamma \in \Gamma } är funktionen {\displaystyle \nu (\gamma ,z)} en analytisk funktion av {\displaystyle z\in \mathbb {H} }.
2. För alla {\displaystyle z\in \mathbb {H} } och {\displaystyle \gamma \in \Gamma } är 
{\displaystyle \vert \nu (\gamma ,z)\vert =\vert cz+d\vert ^{k}}
för ett fixerat reellt tal k.
3. För alla {\displaystyle z\in \mathbb {H} } och {\displaystyle \gamma ,\delta \in \Gamma } är
{\displaystyle \nu (\gamma \delta ,z)=\nu (\gamma ,\delta z)\nu (\delta ,z).}
4. Om {\displaystyle -I\in \Gamma } har man för alla {\displaystyle z\in \mathbb {H} } och {\displaystyle \gamma \in \Gamma }
{\displaystyle \nu (-\gamma ,z)=\nu (\gamma ,z).}
Här är I enhetsmatrisen.

## Egenskaper
Varje automorf faktor kan skrivas som 
{\displaystyle \nu (\gamma ,z)=\upsilon (\gamma )(cz+d)^{k}}
med
{\displaystyle \vert \upsilon (\gamma )\vert =1}
Funktionen {\displaystyle \upsilon :\Gamma \to S^{1}} kallas för multipelsystemet. Den har de lättbevisade egenskaperna
{\displaystyle \upsilon (I)=1},
medan om {\displaystyle -I\in \Gamma },
{\displaystyle \upsilon (-I)=e^{-i\pi k}.}